# Diario de Avisos
Diario de Avisos es un periódico de la provincia de Santa Cruz de Tenerife (Islas Canarias, España), fundado en 1890 en Santa Cruz de La Palma. Es el periódico más antiguo de la prensa escrita de Canarias. Actualmente se edita en Santa Cruz de Tenerife.

## Trayectoria
En 1976, incorporó una sección sobre cómic, escrita por Manuel Darias, desde la que un año después empezaron a concederse anualmente unos premios que gozan de gran predicamento en el sector a nivel nacional.
En 2010 Juan Manuel Pardellas se convirtió en director.
En 2012, José David Santos fue nombrado nuevo director de la publicación en sustitución de Juan Manuel Pardellas.
A principios de 2015, el Grupo Audiovisual Plató del Atlántico, adquiere la mayoría societaria del Grupo de Comunicación Diario de Avisos, que incluye un claro apoyo a la edición impresa y la incorporación de competitivos proyectos multimedia en su edición digital, una de las de mayor proyección en los últimos años en el Archipiélago dentro del panorama informativo. Su división digital con más de 3 millones de usuarios únicos mensuales.
Grupo Plató del Atlántico es una de las principales empresas multimedia de España y el mayor conglomerado multimedia de Canarias.
La división audiovisual del Grupo cuenta con delegaciones en Madrid, Miami y Los Ángeles.
A partir del 28 de septiembre de 2016, el periodista tinerfeño Carmelo Rivero Ferrera fue designado director en sustitución de José David Santos.
En 2021, el Grupo Plató del Atlántico,  adquirió dos periódicos con una importante trayectoria editorial en Marruecos y Senegal. Le Maroc que J’adore es un diario generalista que aborda la actualidad nacional de Marruecos y en el que el grupo ha procedido a modernizar su estructura, la presentación de contenidos y ha incorporación productos multimedia en su oferta digital. Por su parte, en Le Senegal que J’adore, que se ocupa de la actualidad en Senegal, se ha procedido a una importante transformación diseñada y dirigida desde los servicios centrales de Grupo Plató del Atlántico en Santa Cruz de Tenerife.
Actualmente se encuentran poniendo en marcha su propia cadena de televisión y radio regional.

## Fundación
En 2017 se pone en marcha la Fundación Diario de Avisos, que es una entidad privada, de interés general y sin ánimo de lucro. Esta entidad se pone en marcha con el propósito de representar el compromiso, vocación y responsabilidad del Grupo Plató del Atlántico con la sociedad. Sus ámbitos de actuación son la cultura, la igualdad, la educación y el medio ambiente.

## Premios
| Año | Guion historieta realista | Dibujo historieta realista       | Guion historieta de humor | Dibujo historieta de humor | Revista                    | Editor                   | Labor pro-historieta                                     | Comentarista              | Totalidad obra de humor | Totalidad obra realista |
| --- | ------------------------- | -------------------------------- | ------------------------- | -------------------------- | -------------------------- | ------------------------ | -------------------------------------------------------- | ------------------------- | ----------------------- | ----------------------- |
| 1977 | Víctor Mora               | Carlos Giménez                   | Ja                        | Ivá                        | Trocha                     | Nueva Frontera           | CAH                                                      | Sunday                    | Escobar                 | Jesús Blasco            |
| 1978 | Víctor Mora               | Alfonso Font                     | Manel                     | Ventura                    | Blue Jeans, Bumerang       | Nueva Frontera, Toutain  | CAH, Del Rivero                                          | El Wendigo                | By Vázquez              | Ambrós                  |
| 1979 | Luis Vigil                | Martín Salvador                  | Kim                       | Ventura                    | Tótem, 1984                | Nueva Frontera, Toutain  | CAH, A. Martín                                           | Javier Coma               | Alfonso Figueras        | Ángel Pardo             |
| 1980 | Carlos Giménez            | Fernando Fernández               | Nieto                     | Jan                        | Comix Internacional        | De la Torre              | E. Ciprés                                                | Faustino Rodríguez Arbesú | F. Ibáñez               | Manuel Gago             |
| 1981 | Josep Maria Beá           | Leopoldo Sánchez, Manfred Sommer | Mediavilla                | Gallardo                   | El Víbora, Cimoc           | Ikusager, B.O.           | Luengo Arias                                             | Tadeo Juan                | José Sanchis            | Eduardo Vañó            |
| 1982 | Antonio Segura            | Adolfo Usero, Jordi Bernet       | J. L. Martín              | Antonio Pamies             | Rambla                     | Rafael Martínez, Toutain | Salón del Cómic de Barcelona                             | Fernando Fernández        | Raf, Coll               | Iranzo, Batet           |
| 1983 | Carlos Giménez            | Rubén Pellejero                  | Mique Beltrán             | Max                        | Cimoc                      | Rafael Martínez          | Toutain, Coma                                            | Vázquez de Parga          | Martz Schmidt           | Eugenio Giner           |
| 1984 | Miguelanxo Prado          | Daniel Torres                    | T.P. Bigart               | Jaume Ribera               | Cairo                      | Rafael Martínez          | Historieta TVE                                           | El Wendigo                | Segura                  | Martínez Osete          |
| 1985 | Sánchez Abulí             | Alfredo Genies                   | Óscar                     | Fer                        | El Jueves                  | Ttarttalo                | Ibercomic                                                | Diego Cara                | Gin                     | Luis Bermejo            |
| 1986 | Jorge Zentner             | Rubén Pellejero                  | Ivá                       | Ivá                        | Guai!                      | Ediciones Junior         | El Camello                                               | Carlos Giménez            | Rojas de la Cámara      | Adolfo Buylla           |
| 1987 | Antonio Segura            | José María Beroy                 | Manel Barceló             | Montesol                   | Capitán Trueno             | Norma Editorial          | Javier Coma                                              | J. Domínguez              | Chiqui de la Fuente     | José Ortiz              |
| 1988 | Pasqual Ferry             | Antonio Navarro                  | Lluïsot                   | Mariel Soria               | Cimoc                      | Ediciones B              | Luis Gasca, Roman Gubern                                 | Javier Coma               | Nené Estivill           | Ferrando                |
| 1989 | Harriet                   | Juan Giménez                     | Oli                       | Esegé                      | TBO                        | Zinco                    | J. M. Delhom                                             | El Wendigo                | Ángel Puigmiquel        | Julio Ribera            |
| 1990 | Boada                     | De Felipe                        | Xavier Roca               | J. L. Martín               | El Víbora                  | Norma, Complot           | Comicguía                                                | Krazy Comics              | Karpa                   | Víctor de la Fuente     |
| 1991 | Toni Guiral               |                                  |                           |                            |                            |                          | Salón Internacional del Cómic del Principado de Asturias |                           |                         |                         |
| 1992 |                           |                                  |                           |                            | Kiss Comix                 |                          |                                                          |                           |                         |                         |
| 1993 | Antonio Segura            |                                  |                           |                            |                            |                          |                                                          |                           |                         |                         |
| 1994 |                           |                                  |                           |                            |                            |                          |                                                          |                           |                         |                         |
| 1995 |                           |                                  |                           |                            |                            |                          |                                                          |                           |                         |                         |
| 1996 |                           |                                  |                           |                            |                            |                          |                                                          |                           |                         |                         |
| 1997 |                           |                                  |                           |                            | Kiss Comix                 |                          |                                                          |                           |                         |                         |
| 1998 |                           |                                  |                           |                            | Kiss Comix                 |                          |                                                          | El Wendigo                |                         |                         |
| 1999 | Carlos Giménez            |                                  |                           |                            |                            |                          |                                                          |                           |                         |                         |
| 2000 |                           |                                  |                           |                            |                            |                          |                                                          |                           |                         |                         |
| 2001 |                           |                                  |                           |                            |                            |                          |                                                          |                           |                         |                         |
| 2002 |                           |                                  |                           |                            |                            |                          |                                                          |                           |                         |                         |
| 2003 |                           |                                  |                           |                            |                            |                          |                                                          | Álvaro Pons               |                         |                         |
| 2004 |                           |                                  |                           |                            |                            |                          |                                                          | Ana Merino                | Castillo de Fez         |                         |
| 2005 |                           |                                  |                           |                            |                            |                          |                                                          |                           |                         |                         |
| 2006 |                           |                                  |                           |                            | Nosotros somos los muertos |                          |                                                          |                           |                         |                         |
| 2007 |                           |                                  |                           |                            |                            | La Cúpula                |                                                          |                           |                         |                         |
| 2008 |                           |                                  |                           |                            |                            |                          |                                                          |                           |                         |                         |
| 2009 |                           |                                  |                           |                            |                            | La Cúpula                | Tebeosfera                                               |                           |                         |                         |
| 2010 |                           |                                  |                           |                            |                            |                          |                                                          |                           | Tunet Vila              |                         |
| 2011 | Eduardo González          | Ana Miralles                     | El Roto                   | Zeben Melián(revista)      | Cthulhu                    | Diábolo Ediciones        | Entrecomics                                              | Pedro Porcel              | Jan                     | Antonio Guerrero        |
| Actualización Premio Diario de Avisos. 2012 Álvaro Ortiz-Javier de Isusi-Carlos Romeu-Bernardo Vergara-El Jueves-Astiberri-AlhóndigaKomik-Juan Royo-Kim-Amador García 2013 Paco Roca-Raquel Alzate-Paco Alcázar-José Luis Martín-Trueno 7-Astiberri-Asociación Tebeosfera-Koldo Azpitarte-Manel Ferrer-Jesús Redondo 2014 Hernández Cava-Bartolomé Seguí-Mauro Entrialgo-Miguel B. Núñez-Orgullo y Satisfacción-Norma-Lauis Gasca-Asier Mensuro-G. Vilches (R)-Ventura-Purita Campos 2015 Paco Roca-Paco Roca-Ramón Boldú-Alberto Hernández-CuCo (R)-Astiberri (R)-Luis Gasca, Roman Gubern-Santiago García-Mariel Soria-Martín Salvador 2016 Miguelanxo Prado-Miguelanxo Prado-Alfonso López-Alfonso López-Orgullo y Satisfacción- Norma-Museo del Prado-Jorge Gard-Jordi Bernet-Edmond Fernández 2017 Alfonso Zapico-Rubén Pellejero-Íñigo Franco 'Ifrabe'-Miguel García 'Maikel'-Voltio-Astiberri-Enrique Bordes-Jesús García 'Yexus'-Antonio Fraguas 'Forges'-Juan Escandell (R) Rechazado FUENTE: Enrique Darias Darias. La Historieta-Diario de Avisos |                           |                                  |                           |                            |                            |                          |                                                          |                           |                         |                         |